# Engelbert Babisz
Babisz Engelbert (ur. 15 marca 1898 w Skrbeńsku, zm. 24 marca 1942) – uczestnik powstań śląskich, więzień więzienia w Rybniku i obozu KL Sachsenhausen nr 18339.
Urodził się w Skrbeńsku wsi położonej w południowej części ziemi wodzisławskiej. Babisz brał udział w trzech powstaniach śląskich. Po pierwszym powstaniu musiał szukać schronienia w sąsiednich Piotrowicach na Zaolziu (Zaolzie należało wówczas do państwa polskiego). W trzecim powstaniu był ciężko ranny. Od 1922 r. pracował jako robotnik w koksowni w Radlinie. Brał udział w kampanii wrześniowej 1939 r., lecz gdy wrócił do domu w październiku tegoż roku, natychmiast został aresztowany, przetrzymywano go w więzieniu w Rybniku, a następnie przekazano do KL Sachsenhausen, gdzie był więźniem nr 18339. Zmarł w obozie 24 marca 1942 roku.